# Mike Batty (cầu thủ bóng đá)
Michael Batty là một cầu thủ bóng đá thi đấu ở vị trí trung vệ ở Football League cho Manchester City.